# Sylvie Goulard
Pour les articles homonymes, voir Goulard.
Sylvie Goulard, née Grassi le 6 décembre 1964 à Marseille, est une haute fonctionnaire et femme politique française, spécialiste de l'Union européenne.
Elle est conseillère du président de la Commission européenne Romano Prodi puis députée européenne de 2009 à 2017 au sein du groupe Alliance des démocrates et des libéraux pour l'Europe (ALDE).
Élue du Mouvement démocrate (MoDem) en 2009, puis sous l'étiquette de L'Alternative (MoDem-UDI) en 2014, elle rejoint La République en marche (LREM) en 2017 et devient ministre des Armées au sein du premier gouvernement Philippe. Un mois plus tard, citée dans l'affaire des assistants parlementaires du MoDem, Sylvie Goulard quitte volontairement le gouvernement, en invoquant le respect dû aux armées. 
Elle est mise en examen pour détournement de fonds publics et emplois fictifs en décembre 2019. Mais celui-ci aboutira sur un non-lieu en mars 2023, à l'issue de l'instruction. Le Parlement européen, après enquête administrative, a conclu à des « irrégularités mineures notées, non systématiques et non intentionnelles ». Elle remboursera les sommes que le Parlement européen lui réclamait dans le cadre du règlement administratif de ce dossier à hauteur de 45 000 euros. 
Sylvie Goulard est nommée seconde sous-gouverneure de la Banque de France en janvier 2018. L'année suivante, elle est proposée par le gouvernement français pour devenir commissaire européenne au sein de la commission von der Leyen, mais le Parlement européen rejette sa candidature, dans un contexte de controverse autour de l'emploi des assistants parlementaires du MoDem.
En décembre 2022, elle quitte la Banque de France et réintègre le ministère de l'Europe et des Affaires étrangères.
En juin 2023, pendant le sommet pour un Nouveau Pacte financier mondial, Sylvie Goulard est désignée co-présidente d’un groupe international de haut niveau sur les crédits biodiversité (International Advisory Panel on Biodiversity credits - IAPB).
Depuis 2023, elle enseigne aussi à l’université Bocconi (SDA) comme « professor of Practice inGlobal affairs (sustainability, green finance and geopolitics). À ce titre, elle participe notamment à des projets de recherche sur la finance verte et les liens entre économie et nature / biodiversité.
En décembre 2024, Sylvie Goulard est entrée dans le conseil de la fondation de la Conférence de Munich sur la sécurité, la principale rencontre européenne de géopolitique et défense.

## Biographie

### Formation
Sylvie Anne Grassi naît à Marseille d'une famille d'origine italienne. Elle obtient le baccalauréat à l'âge de 15 ans. Elle obtient une licence de droit de l'université d'Aix-Marseille en 1984. Elle est diplômée de l'Institut d'études politiques de Paris en 1986 et de l'École nationale d'administration (ENA), promotion Liberté-Égalité-Fraternité, en 1989.
Elle parle couramment l'allemand, l'anglais et l'italien.

### 1989-2001: fonction publique et recherche
Sylvie Goulard travaille au ministère des Affaires étrangères, à la direction des affaires juridiques, de 1989 à 1999. Elle fait notamment partie de l'équipe française chargée de négocier la réunification de l'Allemagne.
De 1993 à 1996, elle travaille au Conseil d'État, avant de retourner au service de prospective du ministère des Affaires étrangères où elle est alors chargée des questions européennes en liaison avec le service homologue allemand.
De 1999 à 2001, elle est chercheuse associée au Centre de recherches internationales.

### 2001-2004: conseillère de Romano Prodi
Entre 2001 et 2004, elle est conseillère politique du président de la Commission européenne, Romano Prodi. Elle est notamment chargée du suivi de la Convention sur l'avenir de l'Europe présidée par Valéry Giscard d'Estaing visant à rédiger alors un projet de traité constitutionnel.

### 2005-2009: enseignante
Elle enseigne au Collège d'Europe, à Bruges, de 2005 à 2009.

### 2006-2010: présidente du Mouvement européen-France
En 2006, elle est élue présidente du Mouvement européen - France (ME-F), succédant à Pierre Moscovici qui avait été candidat à sa propre succession. Elle quitte la présidence du ME-F en 2010 afin de se consacrer à son mandat de députée européenne.

### 2009-2017: députée européenne

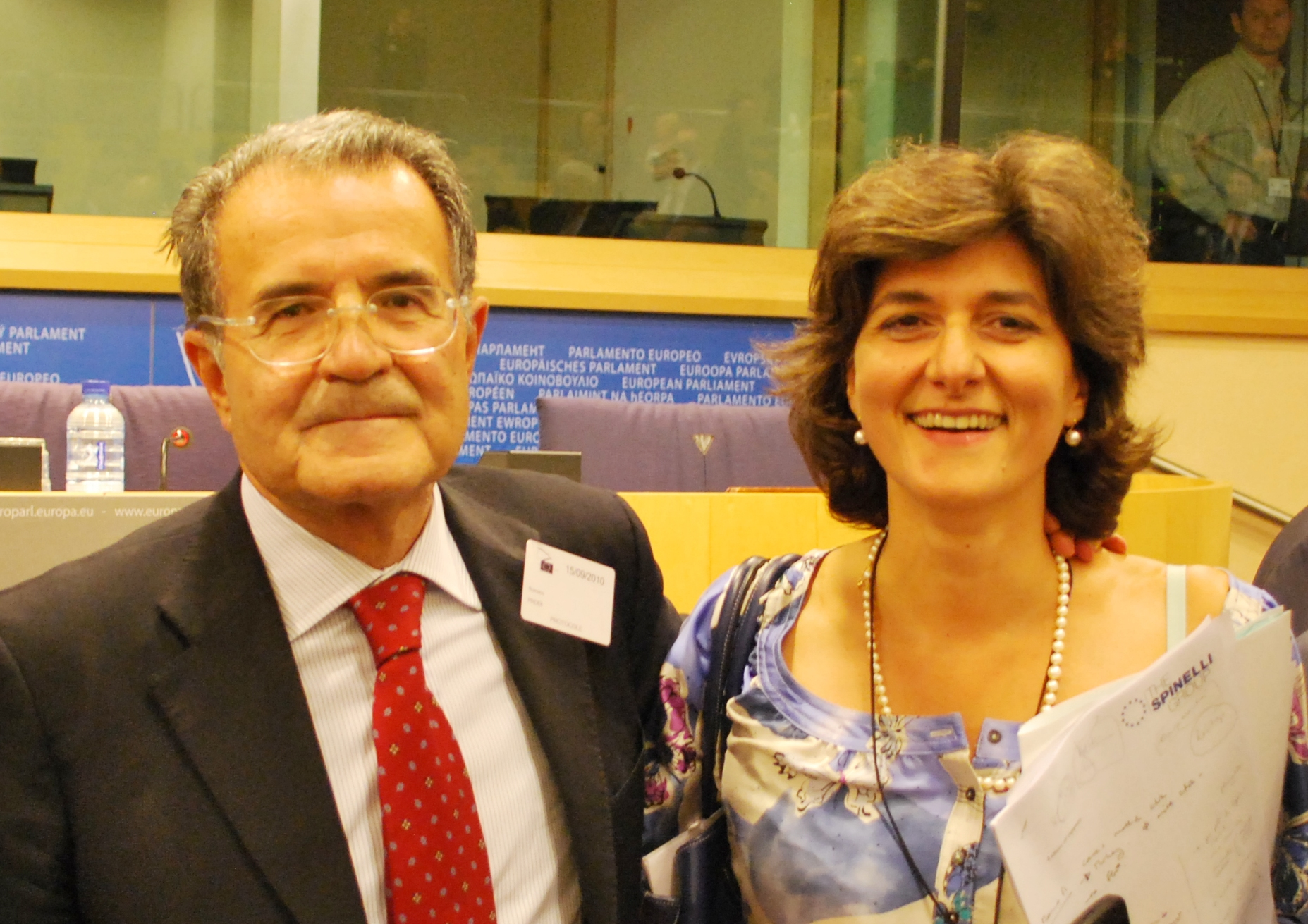
Romano Prodi et Sylvie Goulard lors de la conférence de presse pour le lancement du groupe Spinelli, le 15 septembre 2010.

Sylvie Goulard est élue députée européenne sur la liste du Mouvement démocrate (MoDem) dans la circonscription Ouest de la France lors des élections européennes de 2009. La même année, elle est nommée par François Bayrou au bureau exécutif du MoDem.
Elle effectue un premier mandat de 2009 à 2014, puis est réélue en 2014. Elle occupe cette fonction jusqu'à l'élection d'Emmanuel Macron à la Présidence de la République et sa nomination en tant que Ministre des Armées en 2017.

#### Premier mandat (2009-2014)
Sylvie Goulard devient rapidement visible au Parlement européen en devenant membre de la commission des affaires économiques et monétaires, en tant que coordinatrice de l'Alliance des démocrates et des libéraux pour l'Europe (ADLE). Elle est amenée à gérer la réforme du Pacte de stabilité et le renforcement de la gouvernance de la zone euro lors de la crise des dettes souveraines.
Elle s’engage dans les questions financières, en devenant notamment rapporteur sur la supervision bancaire et les eurobonds. Elle est également membre de la délégation pour les relations avec le Japon et membre suppléant de la commission de l'agriculture et du développement rural.
Le 15 septembre 2010, Sylvie Goulard co-fonde le groupe Spinelli avec Daniel Cohn-Bendit, Isabelle Durant et Guy Verhofstadt, une association de députés européens, d'universitaires et d'autres personnalités politiques qui a pour objectif de promouvoir le fédéralisme européen.
En 2010, elle est rapporteuse du Parlement européen sur la création d'un Comité européen du risque systémique (CERS). Elle demande des règles et des contrôles plus stricts des marchés financiers, notamment sur les entités de dimension européenne.
En 2011, elle est rapporteuse d’un des textes composant le paquet « gouvernance économique » (« Six-Pack ») ; son travail porte en particulier sur les sanctions à appliquer aux États de la zone euro violant leurs obligations européennes. Elle introduit dans le débat la question des euro-obligations, incitations qu'elle considère comme nécessaires pour compléter les dispositifs de sanctions. Elle défend l’idée de créer un « dialogue économique » entre les États et la Commission, qui aurait lieu en public au Parlement européen afin que tous les gouvernements puissent faire valoir publiquement leurs vues.
Fin 2012, Sylvie Goulard et Mario Monti, Premier ministre italien, publient De la Démocratie en Europe. Les auteurs disent partir d'un constat (« Les Européens voudraient être aussi forts que si l’Europe était unie, conserver autant de souveraineté nationale que si elle ne l’était pas. Cette contradiction est devenue intenable ») et proposent de « voir plus loin ».

#### Second mandat (2014-2017)
Elle est réélue en 2014 sur les listes UDI-MoDem.
Au cours de ce second mandat, elle préside l'intergroupe du Parlement européen « Extrême pauvreté et droits de l'homme - Comité Quart Monde », en lien avec ATD Quart monde. Elle devient également membre suppléant de la commission des affaires constitutionnelles.
En 2014, elle s'oppose à la nomination de Pierre Moscovici comme commissaire européen au motif qu’« il ne faut accepter que des personnalités incontestables, sinon les opinions publiques nous le reprocheraient ».
En 2016, Sylvie Goulard est également rapporteur sur le rôle de l'Union dans le cadre des institutions et organes internationaux dans le domaine financier, monétaire et réglementaire.
Fin 2016, elle se présente face à Guy Verhofstadt pour être la candidate du groupe ADLE à la prochaine élection du président du Parlement européen. Étant la seule femme à se porter candidate, elle dénonce à cette occasion « le fait qu'aucune institution européenne ne soit dirigée par une femme ».
Son activité au Parlement européen (1184 amendements déposés entre 2014 et 2017) fait l'objet de commentaires divers. Contexte relève qu’elle « vote quasi systématiquement pour les textes en lien avec la sauvegarde de l’environnement », alors que le groupe de l'ALDE auquel elle appartient « n’est pas des plus engagés en faveur de la planète » : « Fin 2013, elle est ainsi favorable à l’idée de mesurer l’efficacité énergétique de la politique de cohésion. En juin 2016, elle soutient une résolution sur les solutions technologiques pour une agriculture durable dans l’UE, et une autre appelant à faire toute la lumière sur le Dieselgate. En avril 2017, elle est pour une résolution contre l’huile de palme et la déforestation ». Mais au cours de la réforme bancaire discutée au Parlement européen en 2016, d'après le magazine Marianne, elle présente des amendements « quasi entièrement recopiés d'un argumentaire du lobby des banques allemandes ».

### 2016-2017: soutien au candidat Macron, puis éphémère ministre des Armées
Elle apporte son soutien à Emmanuel Macron, candidat d'En marche, pour l'élection présidentielle de 2017, en octobre 2016, plusieurs mois avant que François Bayrou ne le fasse à son tour,. Elle contribue à la rédaction du programme européen du candidat à la présidentielle et à organiser sa rencontre avec la chancelière allemande Angela Merkel.
Le 17 mai 2017, elle est nommée ministre des Armées au sein du premier gouvernement Philippe. Elle est la deuxième femme à exercer cette fonction, après Michèle Alliot-Marie de 2002 à 2007. Après les élections législatives de juin 2017, elle demande à ne pas être reconduite au gouvernement, « pour être en mesure de démontrer librement [sa] bonne foi » si l'enquête sur l'affaire des assistants parlementaires du MoDem au Parlement européen conduisait à vérifier les conditions d'emploi de ses assistants parlementaires,. Cette décision est prise sans en informer au préalable François Bayrou, qui n'est pas non plus reconduit dans le second gouvernement Philippe.

### 2018-2022: sous-gouverneure de la Banque de France
Cette section ne s'appuie pas, ou pas assez, sur des sources secondaires ou tertiaires indépendantes du sujet. Le texte peut contenir des analyses inexactes ou inédites de sources primaires.
Pour l'améliorer, ajoutez-en, ou placez des modèles {{Source secondaire souhaitée}} ou {{Source secondaire nécessaire}} sur les passages mal sourcés. (décembre 2022)
Le 17 janvier 2018, elle succède à Denis Beau en tant que seconde sous-gouverneure de la Banque de France, avec une rémunération de 292 215 euros brut par an.
Elle est chargée des questions européennes et internationales, avec notamment les préparations des G7 et G20. Son champ de responsabilités couvre notamment la parité, la finance verte au niveau de la Banque de France mais aussi de la Banque centrale européenne, la stabilité financière, les risques financiers (elle coordonne le rapport sur l’évaluation des risques du système financier),.
Elle prend des positions sur le réchauffement climatique et appelle à orienter le secteur financier de façon massive « vers les investissements verts ».
Elle s'exprime en faveur de l'euro et soutient l’initiative des grandes banques pour une solution de paiement paneuropéenne (ou EPI).
Sylvie Goulard est par ailleurs membre du One Planet Lab.
Depuis l’été 2020 elle fait partie de la commission pan-européenne pour la santé et le développement durable, mise en place par l’OMS Europe sur les suites de la pandémie de Covid-19.

### 2019: candidature en tant que commissaire européenne
Le 28 août 2019, Emmanuel Macron propose Sylvie Goulard en tant que candidate pour la France au poste de commissaire européen. Ursula von der Leyen lui attribue le portefeuille du Marché unique, dont l'objet est de faire fonctionner le marché intérieur et de développer une politique industrielle. Sa lettre de mission prévoit qu'elle soit responsable ou associée à plusieurs dossiers numériques (intelligence artificielle, cybersécurité et souveraineté numérique), et chargée de créer une direction générale de l’Industrie de défense et de l’Espace.

#### Réactions à la proposition
Cette proposition fait l'objet de nombreux commentaires et analyses. L'Élysée met notamment en avant son expérience européenne, sa réputation à la Commission européenne, son polyglottisme et sa connaissance de l'Allemagne,. Sa nomination est soutenue par Mario Monti et Guy Verhofstadt.
Pour Le Monde, Sylvie Goulard est une « figure reconnue à Bruxelles, compte tenu notamment de son engagement indéfectible pour la construction européenne et des huit années qu’elle a passées au Parlement européen », et pour Libération, « personne ne pourra mettre en doute ses compétences ». Certains observateurs relèvent également son importante popularité auprès de la droite allemande et des milieux bancaires, ainsi que son engagement « de la première heure » en faveur d’Emmanuel Macron, qui expliquerait que son nom soit proposé « malgré des affaires judiciaires pas toujours réglées ».
La proposition aurait toutefois fait l’objet d’un débat dans l’entourage d’Emmanuel Macron avant que le choix de Sylvie Goulard ne soit arrêté en concertation avec Ursula von der Leyen qui « voulait absolument travailler avec Sylvie Goulard ou Florence Parly ».
Le choix de proposer Sylvie Goulard est alors qualifié d’« audacieux » ou de « risqué » en raison à la fois de la possibilité d’une controverse sur ses affaires judiciaires, du contexte politique sensible à Bruxelles depuis qu’Emmanuel Macron a convaincu les chefs d’État et de gouvernement de désigner Ursula von der Leyen et enfin de certaines inimitiés de Sylvie Goulard au Parlement européen.

#### Auditions et rejet de sa candidature

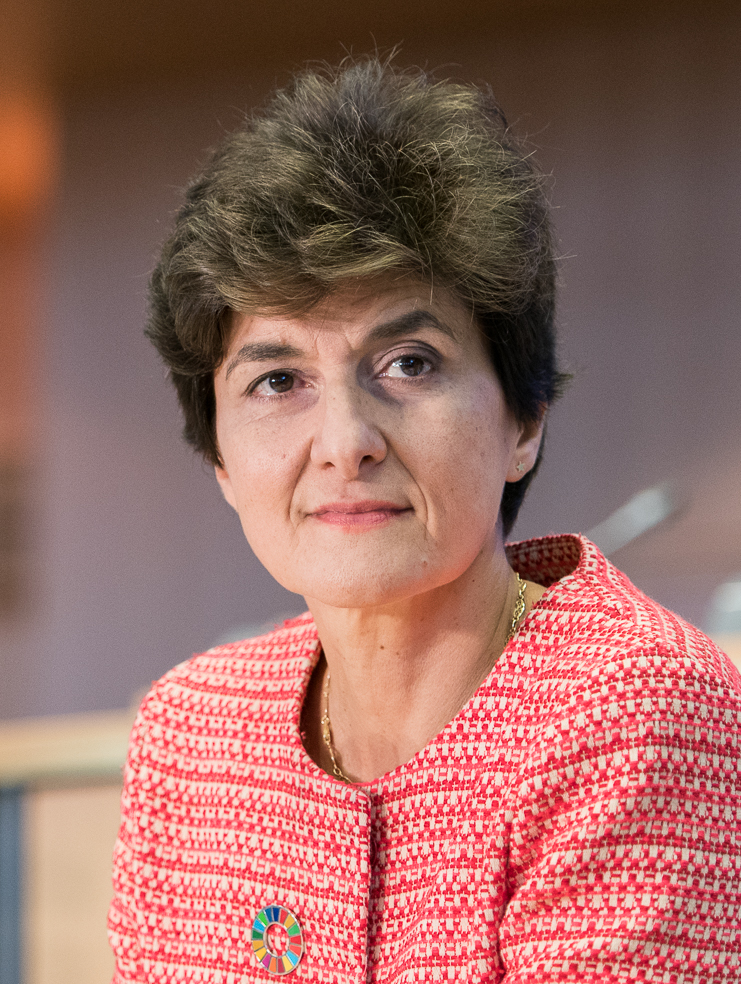
Sylvie Goulard au cours de son audition au Parlement européen en 2019.

Lors de son audition du 2 octobre au Parlement européen, elle se voit poser de nombreuses questions sur son éthique, en lien avec l'affaire des assistants parlementaires du Modem et son emploi au sein de l'Institut Berggruen.
Le parlement européen refuse alors de donner son aval pour sa nomination immédiate et Sylvie Goulard doit répondre à des questions écrites, en réponse auxquelles elle exclut toute démission automatique en cas de mise en examen. Les réponses aux interrogations des parlementaires sont alors jugées insatisfaisantes et elle fait l'objet d'une seconde audition devant le Parlement européen.
Le 10 octobre, fait inédit pour la France, sa candidature est rejetée par 82 voix contre 29. Ce vote est perçu comme un « camouflet » pour le président Macron, qui indique ne pas comprendre cette décision,.

#### Réactions au rejet de sa candidature
Le rejet de la candidature de Sylvie Goulard crée de vives réactions politiques. L'Élysée considère que la France « a été victime d'un jeu politique ».
Le 22 octobre, une vingtaine de personnalités européennes, parmi lesquelles Ingolf Pernice, Robert Badinter, Silvia Costa, Étienne Davignon et Jacques de Larosière, publient une tribune demandant au président du Parlement européen, David Sassoli, de ne pas entériner le vote des deux commissions. Ils dénoncent « le manque d’équité du processus » et même une « atteinte à l’État de droit », les critiques faites à Sylvie Goulard résultant selon eux « d’insinuations quant à son intégrité qui ne correspondent pas à la réalité » et qui n’ont pas été vérifiées « dans le cadre d’un processus équitable ».
Romano Prodi se dit « très surpris » du résultat dans la mesure où il considère Sylvie Goulard comme « l’une des rares candidates capables d’assurer l’extrême complexité de la fonction à laquelle elle avait été appelée » et y voit une « vengeance » plutôt que le rejet d’une candidature. Daniel Cohn-Bendit parle également d’une revanche contre Emmanuel Macron et réfute que l’on parle « d’affaire » à propos de la rémunération de l’Institut Berggruen qui était déclarée par Sylvie Goulard et connue publiquement.

## Controverses
Diverses controverses ont mené au rejet de sa candidature au poste de commissaire européenne en 2019.

### Rôle à l'Institut Berggruen
Sylvie Goulard travaille, parallèlement à sa fonction de députée européenne et pendant vingt-sept mois (d'octobre 2013 à janvier 2016), en tant que conseillère spéciale au sein du Council for the Future of Europe de l’Institut Berggruen, un think tank américain fondé en 2010 par Nicolas Berggruen. Cette activité est déclarée et validée par la commission des affaires juridiques du Parlement européen qui n'y voit pas de conflit d'intérêts,.
Elle indique des revenus supérieurs à 10 000 euros mensuels bruts (et probablement situés entre 12 000 et 13 000 euros par mois) dans sa déclaration d’intérêts de 2014 à la Haute Autorité pour la transparence de la vie publique (HATVP).
Son rôle consiste à préconiser des moyens de parvenir à une Europe unifiée. Les détracteurs de Sylvie Goulard indiquent que sa contribution se serait néanmoins limitée à la corédaction de deux notes d’une quinzaine de pages chacune, à la coordination de rapports collectifs, à la participation à l’organisation de conférences à Madrid et Bruxelles et de plusieurs autres réunions. À l'inverse, le 24 septembre 2019, Nicolas Berggruen publie une lettre dans laquelle il confirme l'exécution du travail, qu'il qualifie de « remarquable ».
Lors de son audition du 2 octobre 2019, Sylvie Goulard indique n'avoir aucune connaissance des activités lucratives de Nicolas Berggruen, ni l'origine des financements de sa fondation et reste évasive sur ses activités de consultante. Une élue RN juge « curieux que le frère de Nicolas Berggruen [ait] financé la campagne de Macron ». Invitée à répondre aux questions écrites des députés européens, elle répond à quatre questions au sujet de l'Institut Berggruen, faisant valoir la réalité de son travail et l'absence de conflits d'intérêts.
Après le rejet de sa candidature, l'association Anticor porte plainte contre Sylvie Goulard en décembre 2019 sur des soupçons de corruption passive, de trafic d'influence passif et d’abus de confiance. L'association indique soupçonner l'existence d'une autre contrepartie en échange de sa rémunération de plus de 324 000 euros.
Il est également relevé que le nom de l'une de ses assistantes apparaît dans un rapport de l'Institut Berggruen en tant qu'attachée de presse, ce à quoi Sylvie Goulard répond que « cela aurait pu être le cas d’autres documents ou dossiers des nombreuses associations et fondations faisant la promotion de l’Europe avec lesquelles j’ai été en contact ».
En juin 2022, une nouvelle plainte est déposée par l'association Anticor contre Sylvie Goulard pour « corruption » et « trafic d’influence », dans le cadre des honoraires qu'elle a reçus de l'Institut Berggruen. En décembre, elle quitte ses fonctions à la Banque de France à la suite de l'ouverture d'une information judiciaire par le parquet national financier.

### Emploi présumé fictif
Soupçonnée d'avoir rémunéré sur des fonds européens un emploi fictif d'un de ses assistants lorsqu'elle était députée européenne (2009-2017), et dans l'incapacité de prouver que ce dernier avait bien travaillé pour elle entre juillet 2014 et janvier 2015, Sylvie Goulard a accepté de rembourser 45 000 euros aux services financiers du Parlement européen, arguant qu'elle a eu du mal à licencier la personne,.
Ce dossier fait l'objet de trois procédures différentes :
- La procédure administrative au Parlement européen conclut, le 30 août 2019, à des « irrégularités administratives mineures notées, non systématiques et non intentionnelles », et clôt le dossier après le remboursement de la somme[66].
- Une enquête de l'Office européen de lutte antifraude (OLAF) est ouverte en 2019.
- En France, des juges du pôle financier continuent leur enquête plus générale sur l'affaire des assistants parlementaires du MoDem[67]. Sylvie Goulard est mise en examen le 29 novembre 2019 par la juge chargée de l'enquête[68]. Mais les charges sont finalement abandonnées, les juges d'instruction ayant rendu une ordonnance de non-lieu le 9 mars 2023, considérant Sylvie Goulard comme « étrangère aux détournements réalisés »[69].

## Vie privée
Elle est mariée à Guillaume Goulard, conseiller d'État, avec qui elle a trois enfants,. Elle est la belle-sœur de François Goulard, le président du conseil départemental du Morbihan.

## Prises de position

### Union européenne
Sylvie Goulard est une europhile convaincue. Elle commence à s'impliquer sur ce sujet lors des négociations sur la réunification de l'Allemagne.
Le magazine Politico la classe parmi les parlementaires européens les plus influents (12e place en 2014, 9e en 2017), notamment en raison de sa capacité à s'exprimer dans les médias allemands.
En 2004, Sylvie Goulard s'oppose à l'adhésion de la Turquie à l'Union européenne,. Dans son essai intitulé Le Grand Turc et la République de Venise, préfacé par Robert Badinter, elle explique ses réserves concernant le projet d’adhésion de la Turquie à l’UE : « Et évidemment pas dans le but de préserver une Europe blanche et catholique, mais bien parce que les conditions politiques et économiques n’étaient pas réunies », précise-t-elle. Elle déclare par ailleurs en mars 2016 que l'Europe ne peut pas se décharger sur la Turquie de toute la responsabilité de l'accueil des migrants.

## Décorations
- Chevalier de l'ordre national du Mérite (2008)[10]
- Croix d'officier de l'ordre du Mérite (2017)[80]

## Publications
- Le Grand Turc et la République de Venise, Fayard, 2004[10], préfacé par Robert Badinter. Prix du livre pour l’Europe 2005[réf. nécessaire].
- Le Partenariat privilégié, alternative à l’adhésion en collaboration avec Rudolf Scharping, Karl-Theodor zu Guttenberg, Pierre Defraigne, Carlo Altomonte, Lucas Delattre, Note bleue de la Fondation Schuman no 38, 6 décembre 2006[réf. souhaitée].
- Le Coq et la Perle, Seuil, février 2007[10].
- L'Europe pour les nuls, First, 2007 ; 3e édition, 2014[81]. prix du livre européen de l'essai 2009.
- Il faut cultiver notre jardin européen, Seuil, juin 2008[82].
- Francis Fontaine, Brune de Bodman (collaboratrice) et Sylvie Goulard (collaboratrice), La Mondialisation pour les nuls, Paris, First édition, coll. « Pour les nuls », juillet 2010, XX-325 p., 23 cm (ISBN 978-2-7540-0778-8, BNF 42232419).
- De la démocratie en Europe, avec Mario Monti, Flammarion, 2012.
- Europe : amour ou chambre à part, Flammarion, 2013, coll. « Café Voltaire ».
- Goodbye Europe, Flammarion, 2016.
- L'Europe enfla si bien qu'elle creva, Tallandier, 2024.